# Ed Sprague, Jr.
Pour les articles homonymes, voir Ed Sprague.
Edward Nelson Sprague, Jr. (né le 25 juillet 1967 à Castro Valley, Californie, États-Unis) est un ancien joueur professionnel de baseball.
Fils d'Ed Sprague, Sr., il joue au troisième but dans la Ligue majeure de baseball de 1991 à 2001 et fait notamment partie des équipes des Blue Jays de Toronto championne des Séries mondiales de 1992 et 1993.
Il est le seul joueur de baseball de l'histoire à avoir gagné la Série mondiale, les College World Series et une médaille d'or en baseball aux Jeux olympiques.

## Carrière

### Amateur et olympique
Étudiant à l'école secondaire St. Mary's de Stockton (Californie), Ed Sprague est repêché par les Red Sox de Boston au 26e tour de sélection en 1985. Il ignore l'offre pour rejoindre le Cardinal de l'université Stanford, avec qui il remporte les College World Series en 1987 et 1988. Il remporte une médaille d'argent en baseball aux Jeux panaméricains de 1987 avec l'équipe des États-Unis. Aux Jeux olympiques d'été de 1988 à Séoul, il gagne une médaille d'or en baseball avec les États-Unis.
Sprague signe son premier contrat professionnel en 1988 avec les Blue Jays de Toronto, lorsqu'il est leur choix de première ronde et le 25e athlète sélectionné au total lors du repêchage amateur.

### Professionnelle
Sprague fait ses débuts dans le baseball avec les Blue Jays de Toronto le 7 mai 1991. Il fait partie des équipes qui remportent les Séries mondiales deux années consécutives. En 5 matchs dans les séries éliminatoires de 1992, il obtient deux coups sûrs en 5 passages au bâton. Il gagne le second match de la Série mondiale 1992 pour Toronto avec un coup de circuit de deux points comme frappeur suppléant en début de 9e manche contre Jeff Reardon des Braves d'Atlanta, qui place les Blue Jays définitivement en avant, 5-4. Dans les éliminatoires de l'automne suivant, il récolte 6 coups sûrs et 4 points produits dans la Série de championnat de la Ligue américaine contre les White Sox de Chicago. Limité à un seul coup sûr et à une faible moyenne au bâton de ,067 en 5 parties de Série mondiale 1993 contre Philadelphie, il contribue néanmoins au triomphe des Jays avec deux points produits.
Sprague joue 8 saisons pour les Blue Jays, dont il devient le principal joueur de troisième but en 1993. Il connaît la meilleure saison de sa carrière en offensive en 1996, réalisant ses records personnels dans la plupart des catégories : 146 coup sûrs, 35 doubles, 36 circuits, 101 points produits et 88 points marqués. Il quitte Toronto en juillet 1998 lorsqu'il est échangé aux Athletics d'Oakland contre un joueur des ligues mineures.
Devenu agent libre, Sprague rejoint les Pirates de Pittsburgh pour une saison 1999 à un million de dollars. Il termine son unique campagne à Pittsburgh avec 22 circuits et 81 points produits. À la mi-saison, il est le seul représentant des Pirates invité au match des étoiles, remplaçant son coéquipier receveur Jason Kendall, choisi sur l'équipe d'étoiles mais blessé par la suite.
Sprague refuse le nouveau contrat de deux saisons pour un total de 6 millions de dollars qui lui est offert par les Pirates, une décision qu'il regrettera par la suite puisque la seule chose qui lui est offerte est un contrat des ligues mineures chez les Padres de San Diego pour la saison 2000. Les Padres le transfèrent aux Red Sox de Boston le 30 juin suivant en échange d'un joueur de ligues mineures et du lanceur droitier Dennis Tankersley mais, libéré par Boston le 23 août après 33 matchs joués pour les Red Sox, il est réembauché par San Diego pour compléter la campagne. Il joue sa dernière saison en 2001 pour les Mariners de Seattle, pour qui il maintient une moyenne au bâton de ,298 en 45 matchs joués.
Ed Sprague a joué 1 203 matchs en 11 saisons dans le baseball majeur. Sa moyenne au bâton en carrière s'élève à ,247 et sa moyenne de présence sur les buts à ,318. Il compte 1 010 coups sûrs, dont 225 doubles et 152 circuits, en plus d'avoir amassé 558 points produits et 506 points marqués. En 1995, il mène les joueurs de la Ligue américaine en étant atteint par un lancer à 15 reprises, et ceux de la Ligue nationale en étant atteint 17 fois pour Pittsburgh en 1999. Dans les éliminatoires, il frappe pour ,220 avec 9 coups sûrs, un circuit et 8 points produits en 17 matchs pour Toronto (1992 et 1993) et Seattle (un passage au bâton en 2001).
En 2008, dans une interview au journal Stockton Record, Sprague admet avoir durant les années 1990 pris des amphétamines (permises par la MLB jusqu'en 2006) et de l'androstènedione, une hormone stéroïdienne qui n'était alors pas interdite par les Ligues majeures de baseball. Il confie du même souffle avoir déjà frappé au moins un coup de circuit à l'aide d'un bâton allégé au liège, une modification qui est interdite par le baseball majeur.

### Entraîneur à l'université
De 2004 à 2015, Ed Sprague est entraîneur des Tigers, l'équipe de baseball de l'université du Pacifique, en Californie. En 12 saisons, les Tigers remportent 250 victoires contre 406 défaites sous la direction de Sprague.

## Vie personnelle
Ed Sprague, Jr. est marié à Kristen Babb-Sprague, une nageuse synchronisée médaillée d'or aux Jeux olympiques d'été de 1992.
Il est le fils d'Ed Sprague, Sr., qui joua dans la Ligue majeure de baseball de 1968 à 1976.